# The Amazing Digital Circus
The Amazing Digital Circus (en español: El asombroso circo digital) es una serie web estadounidense y australiana de animación independiente creada, escrita y dirigida por Gooseworx y producida por Glitch Productions. Narra la historia de un grupo de humanos atrapados en un juego de realidad virtual de temática circense, en el que se ven acosados por una inteligencia artificial, al tiempo que afrontan traumas personales y tendencias psicológicas. Gooseworx se inspiro en las imágenes generadas por computadora de los años 90 y de principios de los 2000. También en el relato No tengo boca y debo gritar, del escritor estadounidense Harlan Ellison.
Comenzó a producirse en 2022 y su episodio piloto se estrenó en el canal de YouTube de Glitch Productions el 13 de octubre de 2023. Se hizo viral y se convirtió en uno de los pilotos de animación más vistos de la plataforma. Estuvo elogiado por la crítica por su animación y sus temas oscuros, y ha sido nominado a un premio Annie. El programa completo comenzó a producirse tras su popularidad. Los capítulos también están disponibles en Netflix, aunque seguirán estrenándose primero en YouTube.

## Argumento
The Amazing Digital Circus sigue a un elenco de humanos (Pomni, Jax, Ragatha, Gangle, Kinger y Zooble) que han quedado atrapados en el circo digital, un juego de realidad virtual. Bajo la dirección de su maestro de ceremonias, la inteligencia artificial Caine, viven aventuras disparatadas a riesgo de perder la cordura y «abstraerse» en monstruos digitales.

## Reparto de voces

### Principal
- Lizzie Freeman como Pomni, la última humana atrapada en el circo. Su avatar en el juego es un bufón.[2][5][6]
- Alex Rochon como Caine, el chiflado e inestable maestro de ceremonias de inteligencia artificial del circo, con una dentadura por cabeza.[2][5][6] El personaje está basado en AM, del relato corto de Harlan Ellison No tengo boca y debo gritar, en el que, según Gooseworx, «en lugar de ser la encarnación viva del odio, es un chiflado amante de la diversión».[7]
- Michael Kovach como Jax, un hombre travieso que disfruta gastando bromas e intimidando a los demás miembros del reparto. Su avatar es un conejo humanoide alto y morado.[2][5][6]
- Amanda Hufford como Ragatha, una mujer bondadosa que intenta mantener una actitud optimista ante su situación. Su avatar es una muñeca de trapo.[2][5][6]
- Marissa Lenti como Gangle, una mujer con un avatar de cinta y máscaras intercambiables de comedia y tragedia que representan su estado de ánimo actual.[2][5][6]
- Sean Chiplock como Kinger, un hombre paranoico y olvidadizo que lleva atrapado más tiempo que los demás humanos. Su avatar es una pieza de ajedrez rey.[2][5][6]
- Ashley Nichols como Zooble, una persona irritable que carece de interés en participar en las aventuras del grupo. Su avatar está hecho de bloques o piezas combinables, que cambian de aspecto entre episodios.[2][6]
- Gooseworx como Bubble, la asistente pompa de jabón de Caine.[6]

### Secundario
- Elsie Lovelock como la Reina Gloink, soberana de los Gloinks.[6]
- Vera Tan como la princesa Loolilalu, princesa del Reino de Candy Canyon.[8]
- Jack Hawkins como Gummigoo, un NPC caimán de goma, y Chad, uno de los socios caimán de goma de Gummigoo.[8]
- Hamish Plaggemars como Max, uno de los socios caimanes de Gummigoo.[8]
- Lyle Rath como el Monstruo de Caramelo, una criatura hecha de caramelo desterrada del Reino de Candy Canyon por canibalizar a sus habitantes.[8]
- Tim Alexander como el barón Theodore Mildenhall, el barón fallecido de la mansión Mildenhall.[8]
- Marissa Lenti como Martha Mildenhall, una NPC fantasma y esposa del barón Mildenhall.[8]
- WizardzWiz como Ghostly, un fantasma de la mansión Mildenhall.[8]
- Payton Goodwin como la Criatura, el cadáver aún vivo de un ángel que fue perseguido por el barón Mildenhall.[8]
- Benjamin Davis como Orbsman, un grupo de esferas de color azul con forma humanoide que habla con una voz incomprensible.
- JobbytheHong como Disappearing Guy, un maniquí que desaparece poco después de decir el comienzo de una frase.
- Freeman, Kovach, Hufford, Chiplock, Nichols y Davis como los Evil Big Tops, NPCs equivalentes de los personajes humanos con personalidades opuestas; Gangle no tiene equivalente, y en su lugar aparece una versión "malvada" de Orbsman.
- Chris O'Neill como Ming, un NPC maniquí.

## Episodios
| N.º | Título                                                                  | Dirigido por | Escrito por | Guionizado por                                                          | Fecha de lanzamiento original |
| --- | ----------------------------------------------------------------------- | ------------ | ----------- | ----------------------------------------------------------------------- | ----------------------------- |
| 1 | «Pilot» «Piloto»                                                        | Gooseworx    | Gooseworx   | Robin French y Neda Lay                                                 | 13 de octubre de 2023         |
| Tras ponerse unos auriculares de realidad virtual, una mujer queda atrapada en un juego de ordenador de temática circense habitado por la inteligencia artificial Caine, su ayudante Bubble y otros seis humanos atrapados: Jax, Ragatha, Gangle, Kinger, Zooble y Kaufmo. La mujer —rebautizada «Pomni» tras olvidar su nombre original— advierte repetidamente una puerta de salida que Caine descarta como una alucinación. Mientras envía al grupo a una aventura para reunir criaturas llamadas Gloinks, Pomni, Ragatha y Jax descubren que Kaufmo se ha «abstraído» en una bestia sin mente. Pomni busca la ayuda de Caine después de que Kaufmo provoque un fallo en Ragatha, pero encuentra la puerta de salida y la abandona para escapar. La conduce a través de un laberinto de oficinas hasta el vacío digital más allá del circo. Caine la rescata mientras los demás regresan de la aventura tras un encuentro con Kaufmo, a quien encarcela en un sótano con otros humanos abstraídos antes de reparar a Ragatha. Entonces admite que creó la «salida» para satisfacer el deseo del grupo de tener una, pero nunca decidió qué poner detrás de la puerta, dejándola inacabada. Dando por concluida la aventura, recompensa al grupo con un festín de comida digital no sostenible, a la que Pomni asiste en silencio.                                                          |                                                                         |              |             |                                                                         |                               |
| 2 | «Candy Carrier Chaos!» «¡Caos, camiones y caramelos!»                   | Gooseworx    | Gooseworx   | Robin French y Neda Lay                                                 | 3 de mayo de 2024             |
| Caine envía al grupo a un nuevo mapa, Candy Canyon Kingdom, en una aventura para recuperar un camión cisterna de sirope de arce robado a unos personajes no jugadores (NPC) bandidos. Durante una persecución, los vehículos de los dos grupos chocan y provocan un fallo que expulsa a Pomni y al líder de los bandidos, Gummigoo, al almacén de activos fuera de los límites del mapa. Ve su propio modelo entre los activos y se entera por Pomni de que su vida es inventada, lo que le provoca una crisis existencial. Contándole sus propias experiencias, le invita a vivir en el circo para encontrar un nuevo sentido a su vida. Los dos regresan al mapa realizando otro fallo de colisión con una réplica de un camión cisterna de sirope, que entregan a los demás bandidos antes de marcharse. A la llegada de Gummigoo al circo, Caine lo borra para evitar confundir a los humanos y a los NPC. Pomni está angustiada, pero encuentra consuelo y aceptación dentro del grupo cuando la llevan a un funeral por el abstraído Kaufmo. |                                                                         |              |             |                                                                         |                               |
| 3 | «The Mystery of Mildenhall Manor» «El misterio de la mansión Midenhall» | Gooseworx    | Gooseworx   | Robin French y Neda Lay                                                 | 4 de octubre de 2024          |
| El grupo es enviado a la embrujada mansión Mildenhall para descubrir el misterio de sus habitantes fantasmales. Kinger arrastra sin saberlo a Pomni a la sección para adultos del juego, donde siguen una serie de mensajes grabados que les indican que deben escapar de una criatura monstruosa, a la que Kinger mata de un escopetazo. Sin embargo, el mensaje final revela que la criatura es un ángel, lo que hace que la pareja sea arrastrada al infierno. En un momento de lucidez de su naturaleza olvidadiza habitual, Kinger consuela a la aterrorizada Pomni contándole sobre la abstracción de su esposa, y alienta a Pomni a apreciar sus mejores recuerdos de todos los demás atrapados en el circo. Kinger olvida inmediatamente la experiencia después de que escapan y se reúnen con los demás, que habían tomado la ruta "pacifista" del juego para toda la familia. Mientras tanto, Caine lleva a cabo una sesión de terapia con Zooble en un esfuerzo por entender por qué Zooble se niega a participar en sus aventuras, desestimando la admisión de Zooble de que se debe al odio que siente por estar hecho de diferentes piezas, lo que ha dejado a Zooble insatisfecho con su propia apariencia. Después de que Caine sufre un colapso nervioso al enterarse por Zooble de que nadie disfruta de sus aventuras, la sesión termina con los dos intercambiando roles. |                                                                         |              |             |                                                                         |                               |
| 4 | «Fast Food Masquerade» «Mascarada en Spudsy's»                          | Gooseworx    | Gooseworx   | Robin French, Neda Lay y AD Taeza                                       | 13 de diciembre de 2024       |
| Zooble le da a Gangle una nueva máscara de plástico para reemplazar su frágil máscara de comedia, lo que mejora la confianza de Gangle. A instancias de Gangle, Caine organiza una aventura más mundana en un restaurante de comida rápida llamado Spudsy's, asignando a Gangle como gerente de turno y al resto como empleados. Gangle muestra un comportamiento cada vez más maníaco y asertivo mientras enmascara su ansiedad y depresión, lo que irrita a los demás mientras enfrentan sus propios problemas: Pomni se encuentra con algunos NPC de aventuras anteriores, uno de ellos es Gummigoo, al que no recuerda quién es ella; Ragatha confiesa sus opiniones poco favorables del grupo mientras está intoxicada con la "salsa estúpida"; y Jax se relaja mientras espera impacientemente que termine el día. Pomni finalmente nota la depresión de Gangle y toma su lugar vigilando el restaurante hasta las horas de cierre, lo que incita a Gangle a descartar alegremente su nueva máscara, solo para tropezar con el tráfico cercano. Antes de que la atropellen, Caine la teletransporta a una evaluación de desempeño y Gangle vuelve a su estado depresivo. De regreso al circo, Zooble saca a Gangle de su depresión y la convence de que se reúna con los demás. |                                                                         |              |             |                                                                         |                               |
| 5 | «Untitled» «Sin título»                                                 | Gooseworx    | Gooseworx   | Robin French, Neda Lay y AD Taeza Yoshiharu Ashino (secuencia de anime) | 20 de junio de 2025           |
| Disgustado por la insatisfacción de los humanos con sus aventuras, Caine organiza una ronda relámpago con varias aventuras del buzón de sugerencias del circo, una tras otra. Durante una tranquila aventura de observación de estrellas, Jax se abstiene de su habitual atormentamiento para desahogarse con Pomni, quien empieza a disfrutar de su compañía. Más tarde, durante una aventura donde todos toman unas copas en un bar, varios miembros del grupo hablan de sus vidas antes de quedar atrapados en el circo. En la aventura final, el grupo juega al sóftbol contra versiones opuestas de sí mismos, durante la cual Ragatha arremete contra Jax y Pomni. Arrepentida de su comportamiento, Ragatha acepta la oferta de Pomni de sustituirla al bate para redimirse, pero Caine, impaciente, termina el juego antes de que ella pueda hacer nada. Tras el regreso del grupo al circo, Pomni y Jax deciden pasar más tiempo juntos, dejando a Ragatha abatida y sola, mientras un maniquí silencioso observa en secreto desde lejos. |                                                                         |              |             |                                                                         |                               |
| 6 | «They All Get Guns» «Les dimos armas»                                   | Gooseworx    | Gooseworx   | Robin French, Neda Lay y AD Taeza                                       | 15 de agosto de 2025          |
| Caine se prepara para una entrega de premios a su personaje favorito, organizando una actividad para mantener al grupo ocupado. Cuando sus ideas son rechazadas, les da armas de fuego no letales sin pensarlo dos veces y les ordena que luchen entre sí en parejas. Pomni se alía con Jax, quien discute con ella sobre arquetipos de personajes; a medida que explora la idea de ser malvada, ambos se acercan más. Jax elimina a Ragatha cuando lo acusa de manipular a Pomni, mientras que Kinger se elimina accidentalmente. Kinger consuela a Ragatha cuando ella confiesa entre lágrimas su miedo a ser odiada, animándola a no sacrificar sus propios deseos para hacer felices a los demás. Tras derrotar a Zooble y Gangle, Pomni asume que, al ser la última pareja en pie, ella y Jax deben traicionarse mutuamente. Sin embargo, Jax acepta recibir un disparo, alegando que su vínculo es meramente artificial. Ambos tienen una pelea violenta, y Jax finalmente afirma que no le importa nadie, incluso si se abstraen, dejando a Pomni desconsolada. Más tarde, durante la entrega de premios, Jax casi sufre un colapso mental en el baño, y Caine anuncia a un NPC llamado Ming como su personaje favorito. Caine descubre después que él mismo no recibió votos y empieza a fallar.                                                                                      |                                                                         |              |             |                                                                         |                               |

## Antecedentes y producción
The Amazing Digital Circus está dirigida, escrita, compuesta y gestionada por Gooseworx. Kevin Temmer es el animador principal, mientras que los fundadores de Glitch Productions, Luke y Kevin Lerdwichagul, son los productores ejecutivos. La preproducción del episodio piloto comenzó a mediados de 2022 y la producción se inició por completo ese mismo año. Gooseworx concibió los personajes y los bocetos; informó del diseño de los protagonistas en menos de una semana. Entre las inspiraciones figuran el relato No tengo boca y debo gritar.

### Concepción
Glitch se fijó inicialmente en el corto animado Little Runmo de Gooseworx, que Jasmine Yang, productora de desarrollo y directora general, consideró que era exactamente lo que querían hacer: «Era divertido, un poco oscuro y definitivamente muy raro, como nada que hubiéramos visto antes». La empresa se puso en contacto con ella y le pidió que creara un piloto, que ella aceptó. Presentó tres propuestas, y la que se convertiría en The Amazing Digital Circus era la elegida. Sabiendo que el piloto sería en 3D, trató de crear una idea que encajara mejor con ese estilo, mencionando, en particular, su inspiración en trabajos en 3D de los años 90 y principios de los 2000, «en los que se veía un poco mal y espeluznante, pero también era completamente libre creativamente». Según Yang, el estilo de la propuesta, inspirado en las imágenes generadas por computadora (CGI) de los años noventa, y las nostálgicas referencias a juguetes y juegos de ordenador les llamaron la atención, pues pensaban que a su público le gustarían estas características. El equipo consideró que esta propuesta en particular tenía el mayor potencial, sobre todo por el atractivo nostálgico de los renders CGI inspirados en los años 90, y reconoció que era algo único y distintivo que nadie más podía reproducir.
Gooseworx declaró que, aunque su propuesta original era «más caótica y tonta», la historia se volvió inesperadamente «mucho más profunda y matizada», con una «columna vertebral emocional más fuerte», durante el desarrollo, describiéndola como «inspirada en No tengo boca y debo gritar [pero] en lugar de que AM sea una encarnación viviente del odio, Caine es un chiflado amante de la diversión».

### Animación
El proceso de animación 3D del piloto se estructuró de forma similar al de la mayoría de los estudios, con departamentos dedicados a diversas tareas. Utilizaron principalmente Autodesk Maya para el trabajo en 3D y luego renderizaron todo en Unreal Engine. La serie se animaba a treinta fotogramas por segundo. Kevin Temmer, el animador principal, que antes era animador júnior en Blue Sky Studios, recibió inicialmente un mensaje de uno de los fundadores de Glitch, Kevin Lerdwichugal, pidiéndole que animara un teaser tráiler de The Amazing Digital Circus. Durante el proceso, le pidieron que se uniera al equipo a tiempo completo. Según él, «no podía decir que no a la oportunidad de laborar en algo tan disparatado y caricaturesco». Los animadores, incluido Temmer, tenían que completar algunas escenas cada dos semanas. Gooseworx y Temmer revisaban periódicamente sus progresos hasta que ambos aprobaban las escenas. Algunos de los movimientos, sacudidas y fallas de personajes y atrezo en el piloto se inspiraron en las maquinimas de Source Filmmaker y Garry's Mod, algo que Glitch ya había hecho con sus vídeos de SMG4.
Gooseworx tenía poca experiencia con obras en 3D, su especialidad es la animación 2D dibujada a mano. Por ello, según Yang, Glitch tuvo que trabajar «muy estrechamente» con Gooseworx para trasladar su estilo 2D al 3D; se convirtió en el showrunner y «trabajaron duro para mantener su visión en la medida de lo posible». Al desarrollar el aspecto visual, querían que se pareciera a las primeras películas y series de animación CGI sin que pareciera anticuado. Gooseworx y Glitch laboraron para crear un equilibrio entre el 3D retro y los juguetes; en un principio, quería que el programa fuera «puro y fiel al estilo de renderizado retro de las primeras animaciones en 3D». Al final, optaron por una «versión teñida de rosa» de esa forma. Como a Gooseworx le gustan «las yuxtaposiciones, como la música alegre que suena con algo horrible o los protagonistas adorables que se sienten desgraciados», quería que los efectos visuales no reflejaran necesariamente su historia más oscura. Quería que «se sintiera algo solitario».

## Lanzamiento
Durante la fase de preproducción a mediados de 2022, Glitch lanzó tráileres de personajes que, en realidad, eran pruebas de concepto que ponían a prueba el estilo de animación y los efectos visuales de la serie. El 27 de enero de 2023 se publicó un teaser. El tráiler oficial se lanzó el 22 de septiembre, y el episodio se estrenó el 13 de octubre. Tras su popularidad, la empresa confirmó en noviembre que habría «más Digital Circus». En febrero de 2024, se anunció la producción de una temporada completa, con el piloto «actualizado» a capítulo uno. El 19 de abril de 2024 se publicó un tráiler del segundo episodio. El episodio, «Candy Carrier Chaos!», se estrenó el 3 de mayo de 2024.
Inicialmente, Glitch declaró que no había planes para se pusiera en plataformas de streaming aparte de YouTube, ya que quieren el control creativo total de sus producciones. Más tarde, se anunció que, tras el estreno del tercer capítulo el 4 de octubre, estaría disponible en Netflix; seguirán estrenándose primero en YouTube y no tendrá control creativo. El programa se ha promocionado con merchandising. Sobre la larga espera entre los lanzamientos, Yang dijo: «Si tuviéramos que esperar a que toda la temporada estuviera lista antes de lanzar ningún episodio, [el piloto de Digital Circus] no se habría estrenado en años... lanzar todos al mismo tiempo no sólo es poco práctico, sino también contrario a la intuición... Para nosotros, [la espera] no sólo es práctica, sino que juega un poco a nuestro favor, porque cada vez que hacemos uno nuevo de cualquier cosa, podemos hacer un gran evento sobre ello».

## Recepción
El piloto se convirtió en un vídeo viral en YouTube. A finales de noviembre de 2023, había superado los 150 millones de visitas, y en febrero de 2024 contaba con más de 270 millones de visualizaciones, lo que la situaba entre los pilotos de animación más vistos de la historia de la plataforma. Esta popularidad no estaba prevista por Glitch. La serie recibió una notable cantidad de creaciones de fanes y memes, haciéndose muy popular en TikTok. El segundo episodio superó los treinta millones de visitas en las primeras 24 horas de haberse subido a YouTube.

### Recepción de la crítica
La crítica alabó el piloto de animación de The Amazing Digital Circus. Justin Guerrero de Comics Beat lo calificó de «maravilloso y expresivo», mientras que Jamie Lang de Cartoon Brew y Jade King de TheGamer opinaron que era brillante, colorido y divertido. Lang elogió además que sus elementos estéticos resultaran familiares sin ser clichés, dando un aire moderno a los primeros CGI. La reseña de Common Sense Media, Stephanie Morgan, alabó la innovadora animación y la peculiar ambientación. Algunos destacaron el humor negro y la historia del episodio; King alabó el contraste que ofrecía con los efectos visuales, mientras que Morgan la describió como «extravagante... con un toque de oscuridad». Zachary Moser de ScreenRant afirma que «aborda cuestiones existenciales sobre la realidad y el nihilismo». Los analistas destacaron las bromas, Lang los describe como «cronometrados con perfección fotograma a fotograma», con un sentido del humor «maduro», y Morgan alabando los ingeniosos chistes que rompen la cuarta pared. reprochó la «naturaleza repetitiva de los rasgos de carácter». Gail Sherman de Boing Boing describió el segundo capítulo como «una crisis existencial recubierta de caramelo» y calificó tanto el primero como el segundo de «brutales».

### Premios y nominaciones
En 2024, Kevin Temmer estuvo nominado en la 51.ª edición de los premios Annie en la categoría de «Mejor animación de personajes - TV/Media» por su trabajo en el piloto de The Amazing Digital Circus.
| Año  | Premio        | Categoría                                 | Resultado | Ref.   |
| ---- | ------------- | ----------------------------------------- | --------- | ------ |
| 2024 | Premios Annie | Mejor animación de personajes - TV/Medios | Nominado  | [ 26 ] |

## En otros medios
El 21 de septiembre de 2024, Coro Coro Comic anunció una adaptación a manga, que se publicó el 21 de octubre de ese año.